# Emile Binet (atleet)
Emile Jean Joseph Binet (Angleur, 27 januari 1908 - 26 augustus 1958) was een Belgische atleet, die gespecialiseerd was in het hordelopen, verspringen en de tienkamp. Hij nam eenmaal deel aan de Olympische Spelen en veroverde op vijf disciplines vierentwintig Belgische titels.

## Biografie
Binet veroverde zijn eerste Belgische titels in 1930 op de 110 m horden en het verspringen. Tussen 1931 en 1937 haalde hij nog vijf titels op de 110 m horden. Op het Belgisch kampioenschap van 1937 verbeterde hij het Belgisch record tot 15,8 s.
Tussen 1933 en 1942 behaalde Binet negen opeenvolgende titels in het verspringen. In 1934 verbeterde hij het Belgisch record van Robert Pauwels tot 7,11 m. Ook in het hink-stap-springen behaalde hij twee titels. Beide titels waren goed voor een Belgisch record.
Binet was ook actief als tienkamper. Hij behaalde tussen 1936 en 1938 vier Belgische titels en nam op dit nummer zowel deel aan de Olympische Spelen van 1936 in Berlijn en de Europese kampioenschappen van 1938 in Parijs. Hij gaf telkens op. In 1936 nam hij ook deel aan het verspringen. Hij overleefde de kwalificaties niet.
Zijn vierentwintig Belgische titels waren ook een record, dat pas door Gaston Roelants verbeterd werd.

### Clubs
Binet was aangesloten bij FC Luik.

## Belgische kampioenschappen
| Onderdeel          | Jaar                                                       |
| ------------------ | ---------------------------------------------------------- |
| 110 m horden       | 1930, 1931, 1932, 1934, 1935, 1937                         |
| 200 m horden       | 1930, 1939                                                 |
| verspringen        | 1930, 1933, 1934, 1935, 1936, 1937, 1938, 1939, 1941, 1942 |
| hink-stap-springen | 1935, 1937                                                 |
| tienkamp           | 1935, 1936, 1937, 1938                                     |

## Persoonlijke records
| Onderdeel          | Prestatie | Datum            | Plaats     |
| ------------------ | --------- | ---------------- | ---------- |
| 110 m horden       | 15,6 s    | 1939             |            |
| verspringen        | 7,11 m    | 12 augustus 1934 | Luxemburg  |
| hink stap springen | 13,045 m  | 1 augustus 1937  | Brussel    |
| tienkamp           | 5641 p    | 1937             | Schaarbeek |

## Palmares

### 110 m horden
- 1930:  BK AC - 17,2 s
- 1931:  BK AC - 17,4 s
- 1932:  BK AC - 16,8 s
- 1934:  BK AC - 16,2 s
- 1935:  BK AC - 16,1 s
- 1937:  BK AC - 15,8 s

### 200 m horden
- 1930:  BK AC - 28,6 s
- 1939:  BK AC - 25,9 s

### verspringen
- 1930:  BK AC - 6,52 m
- 1933:  BK AC - 6,745 m
- 1934:  BK AC - 6,86 m
- 1935:  BK AC - 6,77 m
- 1936:  BK AC - 6,725 m
- 1936: DNQ in kwal. OS in Berlijn
- 1937:  BK AC - 7,04 m
- 1938:  BK AC - 6,73 m
- 1939:  BK AC - 6,76 m
- 1941:  BK AC - 6,75 m
- 1942:  BK AC - 6,545 m

### hink-stap-springen
- 1935:  BK AC - 12,86 m
- 1937:  BK AC - 13,045 m

### tienkamp
- 1935:  BK AC - 5655,185 p
- 1936:  BK AC - 5485 p
- 1936: DNF OS in Berlijn
- 1937:  BK AC - 5641 p
- 1938:  BK AC - 5194 p
- 1938: DNF EK in Parijs